# Physalacria cryptomeriae
Physalacria cryptomeriae är en svampart som beskrevs av Berthier & Rogerson 1981. Physalacria cryptomeriae ingår i släktet Physalacria och familjen Physalacriaceae.  Artens status i Sverige är: Ej påträffad. Inga underarter finns listade i Catalogue of Life.